# Хемикриптофита
Хемикриптофита (од грч. ἡμι- – „полу-”, грч. κρυπτός – „скривен”, и грч. φυτόν – „биљка”) је једна од животних форми биљака по Раункијеровом систему. То су вишегодишње зељасте биљке које презимљавају са пупољцима на површини или непосредно испод површине земљишта. Изданци хемикриптофита у неповољним условима (хладноћа, суша) сасушују, али њихови пупољци преживљују.
Постоје у три подкатегорије:
1. Протохемикриптофите, код којих су најнижи листови мањи од осталих, или скаласти, пружајући додатнуи заштиту пупољцима (нпр. Rubus idaeus, малина);
2. Биљке са делимичном розетом, код којих су најразвијенији листови у облику базалне розете, али има листова и на стабљици (нпр. Ajuga reptans, пузава ивица); и
3. Биљке са розетом листова, при бази стабла (нпр. Bellis perennis, красуљак).